# 호르겐
호르겐(Horgen)은 스위스 취리히주의 호르겐구에 있는 자치체이다. 호르겐은 취리히 호수의 남쪽 둑을 따라 더 큰 도시 중 하나이다. 2018년 1월 1일에 이전 자치제 히르첼이 호르겐 자치제로 합병되었다.

## 역사
호르겐은 또한 스위스 신석기 시대 중기 고고학 문화의 유형지이기도 하다. 그곳의 정착지인 소위 호르겐 문화는 프랑스 북부의 센-와즈-마른 문화(Seine-Oise-Marne culture)와 유사한 조잡한 도자기 유형의 예를 만들어 냈다. 호르겐은 952년 Horga로 처음 언급되었다.

## 지리
호르겐의 면적은 21.1k㎡이다. 이 면적 중 27.7%는 농업용으로 사용되며, 49.9%는 산림이다. 나머지 토지 중 20.4%는 정착지(건물 또는 도로)이고 나머지(2%)는 불모지(강, 빙하 또는 산)이다. 1996년 주택과 건물이 전체 면적의 12.5%를 차지했고, 나머지는 교통 기반시설이 차지했다(7.9%). 전체 비생산 지역 중 물(하천과 호수)이 면적의 1.6%를 차지했다. 2007년 기준으로, 전체 지자체 면적의 16%가 일종의 건설 중이다.
큰 지자체는 취리히 호수 기슭(해발 408m), 분산된 호르겐베르크 마을(해발 660m)이 있는 치머베르크 고원 위의 베덴스빌 근처에서 뻗어 있지만, 질 계곡(질탈), 알비스 산맥의 정점(해발 915m). 그것은 호르겐, 아른(Arn)과 호르겐베르크의 마을을 포함한다.
1773년까지 호르겐은 오버리덴과 히르첼의 분리된 지자체를 포함했다. 질 숲(질발트)은 1803년 취리히시의 일부가 되었다. 그러나 호르겐 시의회는 1877년까지 이를 인정하지 않았다.

## 인구통계
2020년 12월 31일 기준으로 호르겐의 인구는 23,090명이다. 2007년 기준으로 전체 인구의 27.1%가 외국인이다. 2008년 기준으로 인구의 성별 분포는 남성 49%, 여성 51%였다. 지난 10년 동안 인구는 10.7%의 비율로 증가했다. 2000년 기준, 인구 대부분인 79.9%가 독일어를 사용하며, 이탈리아어가 두 번째로 많이 사용(5.7%)되고, 알바니아어가 세 번째(2.8%)로 사용된다.
2007년 선거에서 가장 인기 있는 정당은 35.6%의 득표율을 기록한 SVP였다. 다음으로 가장 인기 있는 3개 정당은 SPS (18.9%), FDP (15.8%), CSP (9.7%)였다.
인구의 연령분포(2000년 기준)는 아동·청소년(0~19세)이 전체 인구의 20.7%, 성인(20~64세)이 64.1%, 노인(64세 이상)이 ) 15.2%를 차지한다. 호르겐에서는 인구의 약 73%(25-64세)가 비필수 고등교육 또는 추가 고등교육(대학 또는 응용학문대학)을 완료했다. 호르겐에는 7,850세대가 있다.
호르겐의 실업률은 2.66%이다. 2005년 기준으로 1차 경제 부문에 213명이 고용되어 있으며, 이 부문에 약 39개 기업이 참여하고 있다. 2017년 사람들은 2차 부문에 고용되어 있으며, 이 부문에는 167개의 기업이 있다. 6,892명이 3차 부문에 고용되어 있으며, 이 부문에는 623개의 기업이 있다. 2007년 기준 노동 인구의 56.5%가 상근직이고 43.5%가 시간제이다.
2008년 기준으로 호르겐에는 5,924명의 가톨릭 신자와 6,170명의 개신교 신자가 있다. 2000년 인구 조사에서 종교는 몇 가지 더 작은 범주로 분류되었다. 인구 조사에서 39.3%는 일종의 개신교였으며, 36.9%는 스위스 개혁 교회에, 2.4%는 다른 개신교 교회에 속했다. 인구의 33.6%가 가톨릭 신자였다. 나머지 인구 중 7%는 이슬람교도, 9.5%는 다른 종교(목록에 없음), 4.2%는 무교, 11.7%는 무신론자 또는 불가지론자였다.
역사적 인구는 다음 표에 나와 있다.
| 년도 | 인구    |
| ---- | ------- |
| 1467 | 67 가정 |
| 1634 | 1,175   |
| 1654 | 1,560   |
| 1780 | 2,837   |
| 1836 | 2,886   |
| 1850 | 4,844   |
| 1900 | 6,883   |
| 1930 | 9,320   |
| 1950 | 10,118  |
| 1970 | 15,691  |
| 2000 | 17,432  |
| 2010 | 18,935  |
| 2020 | 23,073  |

## 교통

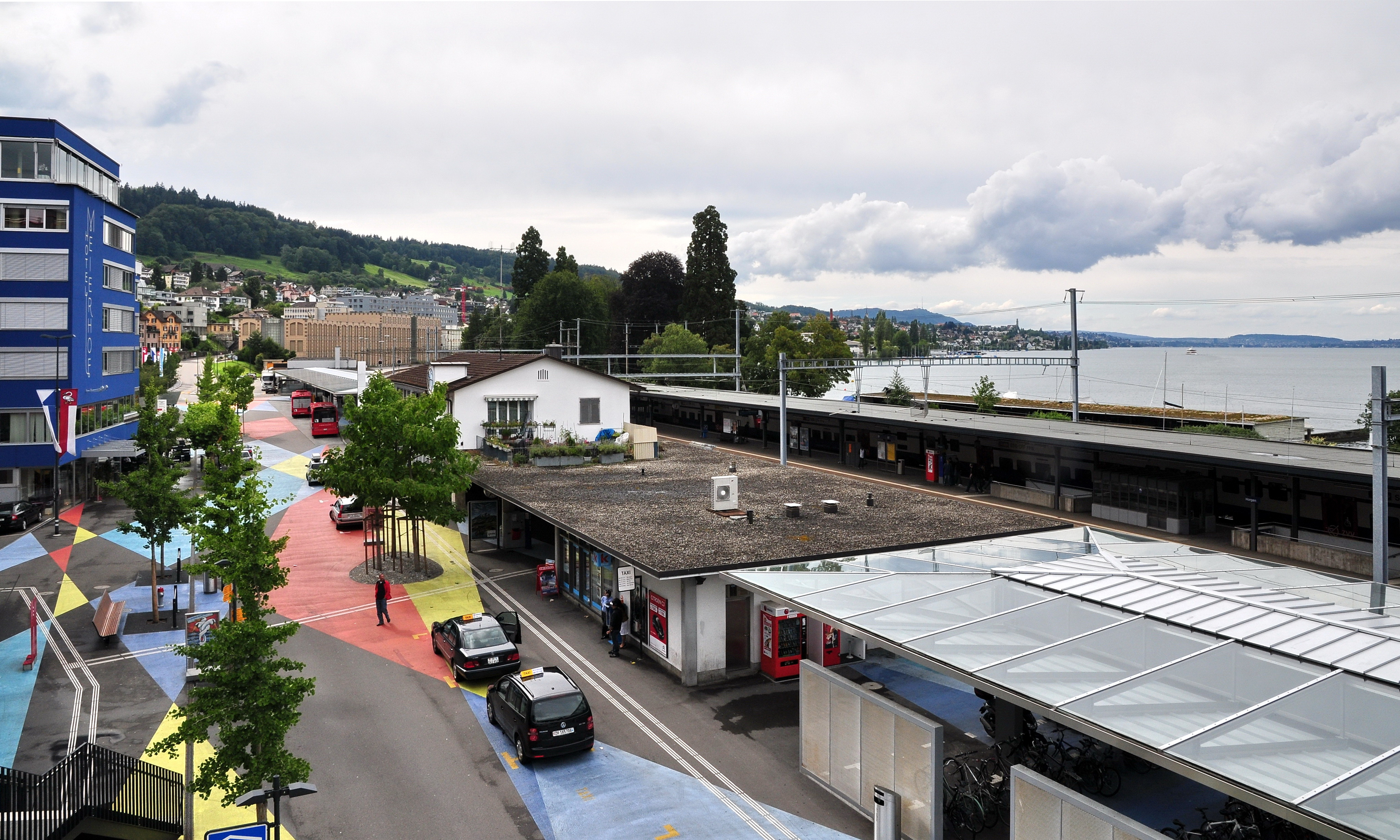
호르겐의 버스와 철도역

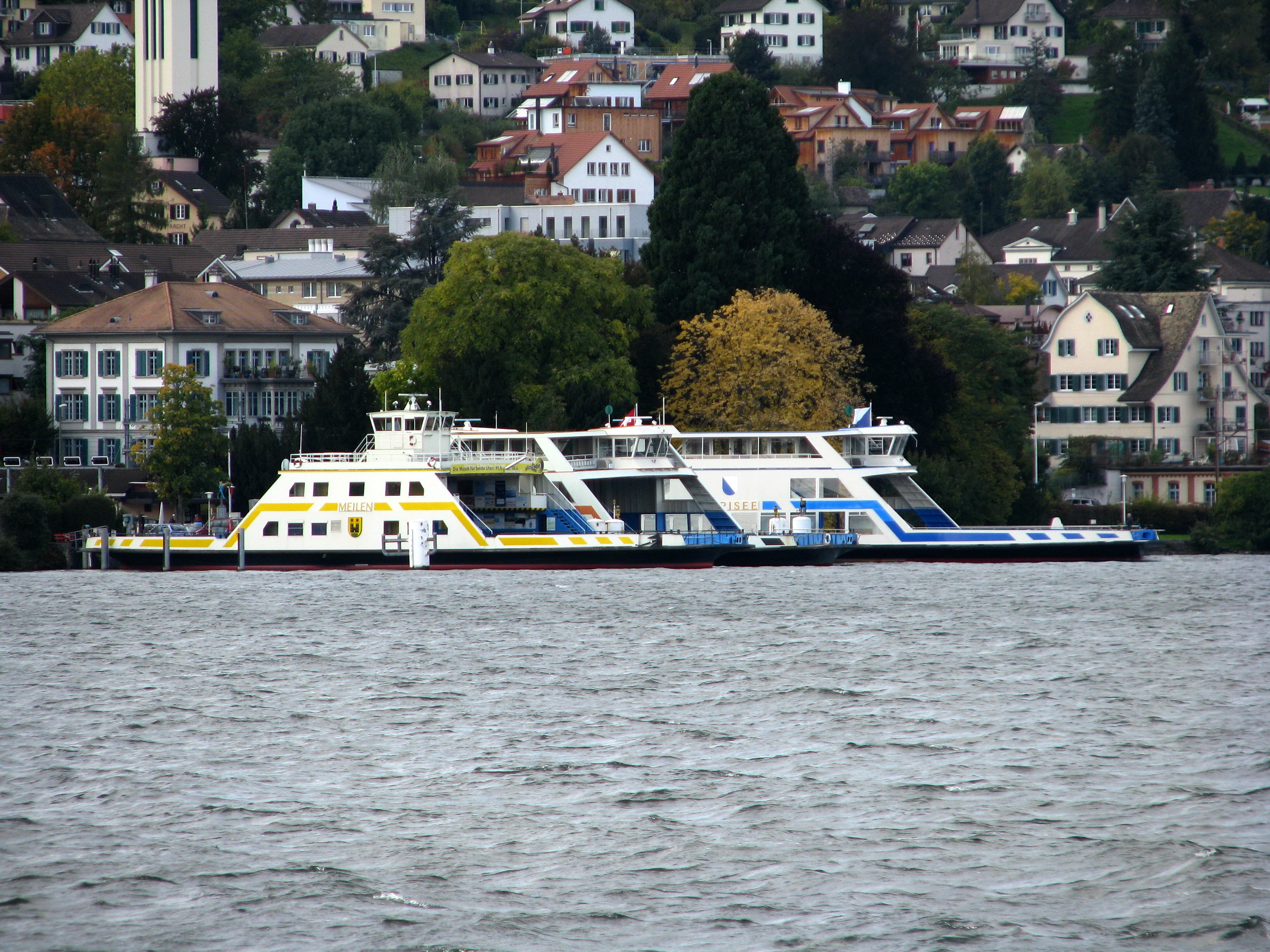
호르겐의 페리 «마일렌», «슈반» 과 «취리제»

A3 고속도로는 지자체를 통과하고, 마을의 남쪽에 교차로가 있다.
호르겐시에는 3개의 기차역이 있다. 이 둘 중 하나는 도시의 호숫가 부분에서 서로 비교적 가깝고, 다른 하나는 질 계곡의 마을 중심에서 약간 떨어져 있다.
- 호르겐역은 취리히호 좌안선에 있으며, 취리히 S-반 노선 S2 및 S8이 운행된다. 역은 시내 중심에 있으며 호수에 인접해 있다. 호르겐 오버도르프는 탈빌-아트-골다우 노선에 있으며 S24에서 운행한다.
- 호르겐 오버도르프역은 호르겐역에서 오르막으로 약 0.9km 떨어져 있다.
- 질발트역은 질탈반에 있으며 S4의 종점이다. 질발트역은 폐쇄된 질부르크역에서 북쪽으로 약 4km 떨어진 질 계곡에 있다. 질탈반은 질부르크역까지 계속 운행되지만, 이 노선은 더 이상 일반 여객 서비스를 제공하지 않는다.

질탈 취리히 위틀리베르크 철도(SZU)에서 제공하는 치머베르크 버스 노선은 치머베르크 지역과 질 계곡의 일부를 연결한다.
여름에는 취리히-뷔르클리플라츠로 가는 정기보트와 호수를 따라 취리히제-쉬프파흐츠게젤샤프트가 운영하는 라퍼스빌로 가는 정기보트가 있다. 호르겐-마일렌 카페리는 취리히 호수를 가로질러 호르겐과 마일렌을 연결하며, 이 노선의 배 중 하나는 호르겐이라는 이름을 가지고 있다.